# 电子政务云服务
电子政务云服务的基础框架由服务器虚拟化、存储虚拟化、安全应用整合、网络基础设施、SSL、VPN边界防护与审计组成。框架的技术核心在于虚拟化，目标是安全可靠以及可追溯，并能向向电子政务用户提供服务。